# Цакалотос, Трасивулос
Трасивулос Цакало́тос (греч.  Θρασύβουλος Τσακαλώτος 3 апреля 1897, Превеза — 15 августа 1989, Афины) — греческий офицер XX века, генерал-лейтенант. Начальник генерального штаба греческой армии в период 1951—1952:1249.

## Молодость
Цакалотос родился в 1897 году в эпирском городе Превеза, который тогда ещё находился под османским контролем. В возрасте 13 лет отправился в египетскую Александрию, где проживал его брат. Закончил Греческую гимназию Александрии. После чего отправился в Афины и поступил в Военное училище эвэлпидов, которое закончил в 1916 году.

## Военная карьера
Цакалотос принял участие в Первой мировой войне, воюя на Македонском фронте и Малоазийском походе греческой армии. Греко-итальянскую войну (1940—1941) встретил в звании полковника и командиром 3/40 гвардейского полка эвзонов.
Впоследствии стал начальником штаба II корпуса армии, отразившего в марте 1941 года Итальянское весеннее наступление:614. С началом тройной, германо-итало-болгарской, оккупации Греции, в 1941 году стал генеральным секретарём в министерстве обороны квислинга Георгия Цолакоглу:614, но одновременно принял участие в деятельности подпольной организации Сопротивления «Комитет шести полковников», который возглавлял полковник П. Спилиопулос:590.
В 1943 году бежал в Египет и возглавил Центр подготовки греческих солдат для армии греческого эмиграционного правительства в городе Исмаилия.
Позже Цакалотос именовал военно-политическую обстановку на месте как «Сумасшедший дом Ближнего Востока»:606.

## Командир 3-й Греческой горной бригады
10 марта 1944 года на освобождённой Народно-освободительной армией Греции (ЭЛАС) территории Греции было сформировано временное правительство. Создание правительства, руководимого коммунистами, вызвало озабоченность у королевского правительства в эмиграции и у англичан. Одновременно событие вызвало мятеж 6 апреля в греческой армии и флоте на Ближнем Востоке, отказывавшихся признавать эмиграционное правительство и не желавших принимать участие в готовившихся военных действиях против ЭЛАС. 24 апреля мятеж был подавлен при широком использовании британских сил. Тысячи участников мятежа были заключены в британские концентрационные лагеря в Египте и Судане.
После подавления мятежа эмиграционное правительство приступило к организации частей из офицеров и рядовых правой и промонархистской ориентации. Одной из них и самой известной стала 3-я горная бригада. Приказ о создании бригады был издан 31 мая, местом организации бригады был определён гарнизон Инсарие в Ливане. Командиром бригады был назначен полковник Цакалотос. Бригада была придана 9-й британской армии. Организация завершилась 19 июня, после чего бригада была переведена в Триполи (Ливан) для подготовки к ведению войны в горах. Подготовка завершилась 28 июля 1944 года.

## В Италии
28 июля техника бригады была отправлены в Бейрут для погрузки на корабли. Боевой состав бригады был доставлен в порт Хайфа, Палестина, где был погружен на лайнер «Руис». 11 августа 1944 года бригада прибыла в итальянский порт Таранто и была придана новозеландской 2-й дивизии.
3 сентября бригада была передана 5-й канадской дивизии, а затем — 1-й канадской дивизии. Бригада отличилась при взятии города Римини (см. Сражение при Римини).
За свои действия в ходе этого сражения бригада получила почётное имя «Бригада Римини» ("Ταξιαρχία Ρίμινι").
Командующий союзными силами на Средиземном море фельдмаршал Александер в докладе под заголовком «Союзные армии в Италии с 3 сентября 1943 года по 12 декабря 1944 года» отмечает деятельность 3-й бригады следующим образом:

«20 сентября, после боя без надежды на успех, был очищен Сан-Фортунато, и греки, под командованием 1-й канадской дивизии, вошли в Римини. Я был счастлив, поскольку этот успех осветил ещё раз судьбу этой героической страны, которая лишь одна она была нашим сражающимся союзником в ужасное для нас время и потому что новая победа в Италии была добавлена к славе завоёванной греками в горах Албании».

## Декабрь 1944 года
К октябрю 1944 года почти вся материковая Греция была освобождена частями Народно-освободительной армии Греции (ЭЛАС). Согласно соглашениям, подписанным 26 сентября в итальянском городе Казерта, регулярные части ЭЛАС не вошли в столицу страны, город Афины:734. Этим руководимый коммунистами ЭЛАС подтвердил, что не намерен воспользоваться политическим вакуумом для взятия власти.
Немцы оставили Афины 12 октября 1944 года, и BBC объявило, что город был освобождён силами ЭЛАС. Но последовал протест премьер-министра эмиграционного правительства Г. Папандреу и, «без зазрения совести», была передана телеграмма британского командующего Вильсона У. Черчиллю о том, что Афины были освобождены британскими войсками и «Священным отрядом»:742.
Напряжение в отношениях между поддерживаемым англичанами правительством Г. Папандреу и прокоммунистическим Национально-освободительным фронтом Греции (ЭАМ), который контролировал почти всю страну, нарастало. Критическим вопросом стало разоружение партизанских сил и формирование новой национальной армии из состава соединений эмиграционного правительства и партизанских армий ЭЛАС и ЭДЕС:765. Тем не менее, правительство Папандреу не желало расформировывать «Священный отряд» и 3-ю горную бригаду Римини. Папандреу и англичане желали сохранить эти соединения как ядро новой армии. Одновременно Черчилль и Папандреу настаивали на расформировании ЭЛАС:766.
Расстрел демонстрации сторонников ЭАМ 3 и 4 декабря 1944 привёл к открытому военному столкновению между британскими войсками и их союзниками и соединениями ЭЛАС в Афинах в декабре 1944 года.
3-я горная бригада приняла участие в боях против ЭЛАС, отличившись в отражении атаки на гарнизон в Гуди. При этом, англичане и Цакалотос использовали батальоны бывших коллаборационистов, Цакалотос писал позже: «они нужны как противники ЭАМ»:742.
В греческой историографии эти события, в зависимости от политической ориентации авторов, именуются как британской интервенцией так и гражданской войной.
Бои вызвали вербальное несогласие президента США Рузвельта. В британском парламенте Черчилль был обвинён в том, что в то время как развивалось немецкое наступление в Арденнах и запрашивалось ответное советское наступление, Черчилль перебрасывал британские части из Италии для войны «против греческого народа, на стороне немногочисленных квислингов и монархистов», «в попытке посадить в Греции своего премьер-министра, подобно тому как Гитлер насаждал гауляйтеров в оккупированных странах»:774.
Бои продолжались 33 дня. В ходе боёв Черчилль прибыл в Афины 25 декабря, созвав встречу «воюющих сторон», в присутствии хранившего молчание главы советской военной миссии полковника Попова:780. Военное противостояние окончилось после подписания Варкизского соглашения 12 февраля 1945 года:794.

## Гражданская война
После декабрьских боёв Цакалотос принял командование ΙΙ дивизией Афин. В 1946 году с началом Гражданской войны в Греции (1946—1949) был повышен в звание генерал-майора и возглавил Военное училище эвэлпидов.
В апреле 1948 принял командование Первым корпусом армии и осуществил зачистку Пелопоннеса (операция «Голубь»):875 от изолированной на полуострове и оставшейся без боеприпасов):876 «героической III дивизии Демократической армии Греции», «дивизии мёртвых».
При этом Цакалотос в декабре 1948 года совершил широкую облаву на демократических граждан полуострова, арестовал 4.500 гражданских лиц, которых без различия окрестил всех «коммунистами» и отправил их в концлагеря. Примечательно, что сам Цакалотос пишет в своих мемуарах, что это было сделано без ведома правительства и что он подался давлению своих американских советников. Между тем, на севере страны, в горных массивах Граммос — Вици, осенью 1948 года части Демократической армии нанесли сокрушительный удар Второму корпусу королевской армии. После своего успеха на Пелопоннесе, получивший благосклонность королевского двора и американцев. Цакалотос был назначен командующим Второго корпуса армии, который был на стадии разложения:869.
Между тем, части «Отдела Генерального Штаба Южной Греции» (Κλιμάκιο Γενικού Αρχηγείου Νότιας Ελλάδας) Демократической армии, под командованием Костаса Карагеоргиса, Харилаоса Флоракиса и Диамантиса, совершили глубокий рейд на юг и заняли в январе 1949 года город Карпенисион в Средней Греции. Республиканцы удерживали город 18 дней. Цакалотосу удалось вернуть город 9 февраля, вновь командуя Первым корпусом армии:881.
В марте 138 бригада ДАГ совершила тактический манёвр, угрожая взятием города Арта в Эпире. Генштаб королевской армии информировал Цакалотоса, что это отвлекающий манёвр и что не следует реагировать. Но Цакалотос, имея благосклонность королевского двора и американского генерала Ван Флита, не принял эту информацию к сведению и ринулся на защиту Арты. Это дало возможность VIII дивизии ДАГ выбить VIII дивизию королевской армии с Граммоса и вновь занять этот горный массив:882.
В мае королевская армия начала здесь зачистку, аналогичную той что была произведена на Пелопоннесе. Операция получила кодовое название «Ракета» и как на Пелопоннесе была осуществлена Первым корпусом, под командованием Цакалотоса:883.
В августе Первый и Второй корпуса армии провели операцию «Ракета — α», а затем «Ракета- β», которые завершились взятием горного массива Вици. 24 августа началась операция «Ракета-γ», которая завершилась взятием горного массива Граммос 29 августа. Основным Силам ДАГ удалось прорваться в Албанию. Гражданская война завершилась поражением Демократической армии.

## ИДЭА
Первые ячейки тайной антикоммунистической организации офицеров греческой армии появились на Ближнем Востоке в 1943 году.
В октябре 1944 года уже и на греческой территории организация расширила свою сеть и получила акроним ИДЭА (Ιερά Δέσμη Ελλήνων Αξιωματικών — Иэра Десми Эллинон Аксиоматико́н — Священная связка греческих офицеров):832.
Последний период гражданской войны отмечен конфронтацией и личной неприязнью между командующим королевской армии Александром Папагосом и Ван Флитом:893.
С окончанием войны, Цакалотос стал Генеральным инспектором армии и 31 мая 1951 года возглавил Генеральный штаб армии:1249.
30 июля, к полной неожиданности королевского двора, Папагос объявил о создании своей политической партии и участии в выборах. Это встретило острую негативную реакцию королевского двора. Король Павел приказал Цакалотосу арестовать Папагоса:923.
Цакалотос не только отказался исполнить приказ, но сумел убедить короля отказаться от этого шага, опасаясь реакции офицеров ИДЭА. Однако в ходе предвыборной борьбы в прессе появилась информация о деятельности ИДЭА. Премьер-министр и военный министр Софокл Венизелос приказал провести расследование, в ходе которого 17 офицеров были признаны виновными. Подозрения о разглашении деятельности ИДЭА пали на Цакалотоса, что создало напряжённые отношения между ним, офицерами организации и самим Папагосом.
Папагос победил на выборах ноября 1952 года и одним из первых его шагов было возвращение в армию офицеров ИДЭА и отставка неугодных ему офицеров. Двумя днями после присяги правительства Папагоса, 20 ноября, Цакалотос был отправлен в отставку в звании генерал-лейтенанта:943.

## Посол
Цакалотос появился на политической арене в 1955 году. При первом правительстве Константина Караманлиса, он был назначен послом Греции в Белград. Это был период, когда в новом югославском государстве, вместо прежней Вардарской бановины, появилась Социалистическая Республика Македония. Цакалотос высказывал свои возражения относительно нового югославского географического термина.
Но правительство Караманлиса считало, что этот шаг югославского лидера Иосипа Тито направлен в основном против Болгарии и последовательно и целенаправленно заключило ряд доброседских и союзнических соглашений с новой Югославией.

## После 1974 года
Будучи антикоммунистом, Цакалотос никогда не придерживался крайне правых взглядов.
После падения военной диктатуры чёрных полковников (1967—1974), он стал поддерживать Всегреческое социалистическое движение.
В страну стали возвращаться бывшие бойцы Демократической армии. В мае 1984 года по инициативе журналистов его дом посетил один из командующих Демократической армии, Маркос Вафиадис. Перед телевизионными камерами старые противники обменялись рукопожатием. При этом Цакалотос, обращаясь к Вафиадису заявил: «Мы совершили тогда ошибку». На что Вафиадис ответил: "Пожалуй да, генерал". Оба согласились что тысячи убитых, как национальной так и демократической армий «Все они были хорошими греками». Сцена получила двоякую оценку в греческом обществе.
Цакалотос отказался от земельного участка, предоставленного ему в офицерском квартале в пригороде греческой столицы Папагос, и довольствовался своей трёхкомнатной квартирой в центре города.
Генерал Цакалотос умер 15 августа 1989 года и был похоронен на Первом афинском кладбище.
Внуком двоюродного брата генерала Цакалотоса является сегодняшний министр финансов Греции Евклид Цакалотос.

## Работы
Цакалотос написал ряд исторических работ, в основном мемуаров, которые стали важным источником информации о новейшей истории Греции:
- «Янина как неукротимая сила в трёх исторических этапах Греческой нации» (Tα Γιάννενα ως ακατάβλητος δύναμις εις τρεις ιστορικούς σταθμούς τoυ αγώνος του Ελληνικού 'Eθνους, τυπ. Α. Ι. Βάρτσου, Αθήναι 1956 (από ομιλία για την επέτειο της απελευθέρωσης των Ιωαννίνων).
- «40 лет солдат Греции» (40 χρονια στρατιώτης της Ελλάδος : πώς εκερδίσαμε τους αγώνας μας 1940—1949, τυπ. Ακροπόλεως, Αθήναι 1960.)
- «Декабрь 1944 года: Сражение за Афины» (Δεκέμβρης 1944 : Η μάχη των Αθηνών, Αθήνα 1969).
- «Граммос» (Γράμμος, Αθήνα 1970).
- «Бой немногих» (Η μάχη των ολίγων, Αθήνα 1971).